# 上町断層

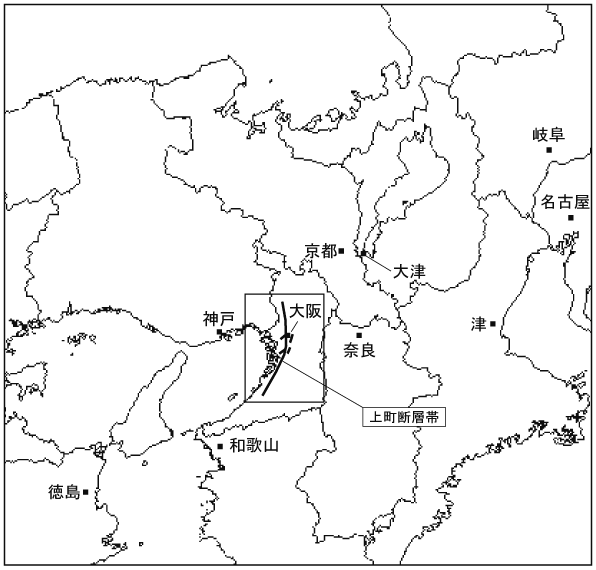
上町断層帯の位置

上町断層（うえまちだんそう）は、大阪府を南北に貫く活断層。日本の活断層の中では地震の発生確率が（相対的に）高いグループに属している。

## 概要
生駒断層の分岐断層であると考えられており、大阪府北部の豊中市から大阪市内の上町台地の西の端を通り、大阪府南部の岸和田市にまで続く。長さは約40キロメートルになる。断層の東側が西側に乗り上げることで、千里丘陵や上町台地を形作った。
一つの断層ではなく、大阪府北部の豊中市から吹田市までは佛念寺山断層（ぶつねんじやまだんそう）と呼ばれる。その南の大阪市内の上町断層の本体を経て、さらに南の長居断層（ながいだんそう）、大阪市を南にぬけて、和泉市や岸和田市にかけての坂本断層（さかもとだんそう）、久米田池断層（くめだいけだんそう）と続く。このほかにも平行して、いくつかの派生した褶曲があり、すべてをあわせて上町断層帯とも呼ばれている。

## 最新活動時期
多くの調査が行われているが活動間隔や活動歴に関し判っていない部分が多い。しかし、杉戸信彦ら（2015）は、堆積物の調査から断層主要部の最新活動時期は約2300年から2200年前頃と推定し、更に弥生時代中期末頃に発生したとされる河内湖沿岸の水没と離水に関与した可能性を指摘している。

## 地震活動による被害予想
標高が高い上町台地は断層の東側にあり、古くからの半島で地盤がしっかりしているため地震時の被害が少ないと言われている。
しかし、標高の低い周辺地域は近年の埋め立て地であることから地震時の液状化などが懸念されており、断層自体も吹田市の江坂や大阪市の都心部・天王寺公園の真下など、都市の重要な施設や人口密集地を通っており、地震が発生すると大きな被害が予測されている。
2007年11月に発表された内閣府の中央防災会議の報告ではM7.6を想定し、被害が最も大きい場合、死者4万2000人、負傷者22万人、帰宅困難者200万人、全壊棟数97万棟、避難者550万人、経済への被害74兆円と想定されている。死者数においては、現在想定されている地震の中では最も高いものとなっている。ちなみに、大阪府自然災害総合防災対策検討委員会が2007年3月に発表した報告では、被害が最も大きい場合でも死者は約1万1000人とされた。